# Kristaps Purnis
Kristaps Purnis (Riga, 15 agosto 1977) è un ex cestista lettone.

## Palmarès
- Campionato lettone: 11

Brocēni: 1993-94, 1995-96, 1996-97, 1997-98
Ventspils: 1999-2000, 2000-01, 2001-02, 2002-03, 2003-04, 2004-05, 2005-06